# Batalla de Mutina
La Batalla de Mutina ocurrió el 21 de abril de 43 a. C. entre las fuerzas de Marco Antonio (que se encontraba asediando en Mutina a las tropas de uno de los asesinos de Julio César, Décimo Junio Bruto Albino) y las fuerzas enviadas por el Senado para levantar el asedio, al mando de los cónsules de Aulo Hircio y Gayo Vibio Pansa, a las que se sumaron las de Octavio. 

## Preludio
Aproximadamente un año después del asesinato de Julio César, las negociaciones entre el Senado de Roma y Marco Antonio habían sido rotas. Antonio entonces reunió a sus legiones y marchó contra uno de los asesinos de César, Décimo Junio Bruto, el cual era en ese momento gobernador de la Galia Cisalpina.
Marco Antonio y Décimo Bruto se situaron en los alrededores de Mutina (la actual Módena); al sur del río Padus (río Po), próximos a la Vía Emilia. Pansa se dirigió al norte desde Roma para unirse a Hircio y Octaviano para que juntos pudieran socorrer a Bruto. El 14 de abril, Antonio marchó con su cohorte pretoriana, con la II y la XXXV legión, con unidades ligeras y con un considerable cuerpo de caballería para cortar el paso a Pansa antes de que se uniera a los otros ejércitos senatoriales. Antonio dedujo que Pansa sólo contaba con cuatro legiones de jóvenes reclutas, pero la noche anterior Pansa había recibido de Hircio la legión Martia y la cohorte pretoriana de Octavio mientras este último comandaba 3.000 legionarios que había reclutado con su propio dinero como su ejército personal y dos legiones antonianas que se pasaron a su lado. las legiones de Antonio colisionaron con las de Pansa cerca de un pueblo de nombre Forum Gallorum. En la batalla de Forum Gallorum, las tropas de Pansa fueron derrotadas y su general fue herido mortalmente. Sin embargo, en lugar de obtener una victoria absoluta, Marco Antonio fue forzado a retirarse debido a la llegada de refuerzos bajo el mando de Hircio, que chocaron contra las exhaustas tropas de Antonio.

## La batalla
Seis días después de la batalla de Forum Gallorum, los dos ejércitos se volvieron a encontrar en la vecina Mutina. Las fuerzas de Octavio se encontraban esta vez presentes y lucharon a lado del cónsul Hircio. Antonio fue derrotado de nuevo, pero Hircio, al igual que su colega consular Pansa, fue muerto. La muerte de Hircio, durante el ataque al campamento de Antonio, dejó al ejército y a la República romana sin líderes. Octavio recuperó su cuerpo y según Suetonio: «En medio de la lucha, cuando el portador del águila de su legión fue profundamente herido, él llevó el águila durante un tiempo.» Debido a la muerte de ambos cónsules, Octavio obtuvo el mando de las legiones del Senado, debido a su rango de propretor.

## Consecuencias
Mutina es esencialmente donde Octavio pasó de ser el joven e ingenuo heredero de Julio César a ser el hombre que podía competir con Antonio por el poder en Roma. Poco después de la batalla, se formó una alianza entre Antonio y Octavio en Bolonia, dando lugar, finalmente, al Segundo Triunvirato junto con Marco Emilio Lépido. Los tres triunviros dejaron a un lado sus diferencias para perseguir y derrotar a los asesinos de Julio César, lo que consiguieron definitivamente en la batalla de Filipos. Aunque varios años después la relación entre todos ellos se fue deteriorando hasta que estalló la guerra entre Octavio y Marco Antonio, en la que venció el primero al derrotar a la flota combinada de la reina Cleopatra y Antonio en la batalla de Actium en 31 a. C.. Esta victoria de Octavio dio inicio al período del Principado, en la que se convirtió en el primer emperador del Imperio romano, pero Mutina fue el primer paso que dio para que se le reconociera como una fuerza a tener en cuenta. Sin esta primera victoria, Octavio nunca hubiera obtenido el prestigio suficiente para poder ser reconocido como el legítimo sucesor de Julio César, y el Imperio romano nunca hubiera existido como lo conocemos hoy en día.